# Christa Müller (Politikerin, 1950)
Christa Müller (* 21. November 1950 in Ost-Berlin) ist eine Berliner Politikerin (SPD). Sie war von 2001 bis 2011 Mitglied des Abgeordnetenhauses.

## Leben, Studium, Beruf
Nach dem Abitur 1969 machte Christa Müller eine kaufmännische Lehre zur Verkehrskauffrau. Anschließend studierte sie Betriebs- und Verkehrswirtschaft in Dresden und schloss das Studium 1973 als Dipl.-Ing.-oec ab.
1973 bis 1976 arbeitete sie als Verkehrsökonomin, 1977 bis 1980 als Wissenschaftliche Mitarbeiterin und 1983 bis 1990 als Mitarbeiterin Invest-Planung. 1990 bis 1996 war sie Bezirksstadträtin in Weißensee, Leiterin der Abteilungen Familie, Jugend und Sport sowie zusätzlich von 1994 bis 1996 der Abteilungen Gesundheit und Umweltschutz. Seit 2001 ist sie Lehrerin bei Euro Train Berlin.

## Politik
1990 trat Christa Müller der SPD bei. Von 1996 bis 1999 war sie Mitglied in der Bezirksverordnetenversammlung des damaligen Bezirkes Weißensee. 1996 bis 2006 war sie Mitglied des SPD-GKV Weißensee/Pankow und seit 2006 Vorsitzende der SPD-Abteilung Heinersdorf/Blankenburg.
Von 2001 bis 2011 war Christa Müller Mitglied des Abgeordnetenhauses; sie wurde im Wahlkreis Pankow 4 direkt gewählt.
Bei den Wahlen 2011 trat Christa Müller nicht wieder an.